# Leuconectria clusiae
Leuconectria clusiae är en svampart som först beskrevs av Samuels & Rogerson, och fick sitt nu gällande namn av Rossman, Samuels & Lowen 1993. Leuconectria clusiae ingår i släktet Leuconectria och familjen Nectriaceae.   Inga underarter finns listade i Catalogue of Life.